# Комиссия кнессета по вопросам этики
Комиссия кнессета по вопросам этики (ивр. ועדת האתיקה‎) — постоянная комиссия кнессета, следящая за соблюдением депутатами правил этики и обладающая полномочиями наложения на депутатов различных санкций: замечания, предупреждения, строгого выговора, а также санкций, связанных с их деятельностью.

## Информация о комиссии
Комиссия была создана в 1951 году, во время каденции кнессета 1-го созыва, и функционирует на основании пункта 13-4 «Закона о неприкосновенности депутатов Кнессета, их правах и обязанностях». По состоянию на 26 сентября 2021 года председатель и члены комитета ещё не назначены.

## Председатели комиссии
Информация приводится по данным сайта кнессета
- Эйтан Ливни (кнессет 10-го созыва)
- Михаэль Декель (кнессет 11-го созыва)
- Амнон Рубинштейн (кнессет 11-го созыва)
- Виктор Шем-Тов (кнессет 11-го созыва)
- Авраам Вердигер (кнессет 12-го созыва)
- Ицхак Леви (кнессет 12-го созыва)
- Хаим Орон (кнессет 13-го созыва, кнессет 13-го созыва)
- Йехуда Ланкри (кнессет 14-го созыва)
- Колет Авиталь (кнессет 15-го созыва)
- Далия Рабин (кнессет 15-го созыва)
- Арье Эльдад (кнессет 16-го созыва)
- Ицхак Вакнин (кнессет 18-го созыва, кнессет 20-го созыва)
- Шели Яхимович (кнессет 18-го созыва)
- Ицхак Коэн (кнессет 19-го созыва)
- Эяль Бен-Рувен (кнессет 20-го созыва)
- Тали Плосков (кнессет 23-го созыва)